# Oliver Lafayette
Oliver Lafayette (Baton Rouge, 6 maggio 1984) è un ex cestista statunitense naturalizzato croato.

## Carriera

### Giovanili
A livello giovanile si è formato nell'University of Houston, giocando per i Cougars. Nella stagione 2008-09 passò agli Erie BayHawks, squadra della NBA Development League, con cui realizzò una media di 13,6 punti, 4,1 rimbalzi e 3,9 assist a partita; in quella stagione gli Erie Bayhawks si piazzarono al 3º posto nella lega.
Nella stagione successiva si trasferì agli Fort Wayne Mad Ants, sempre nella NBA Development League, con cui incrementò le sue percentuali. Arrivò infatti a realizzare una media di 17,1 punti, 4,6 rimbalzi e 6,5 assist a partita.

### Carriera NBA
Giunto nella stagione 2009-10 ai Boston Celtics ha giocato solamente 22 minuti di una partita nella regular season, riuscendo però a realizzare 7 punti, 4 rimbalzi e 2 assist, nonché 2/4 da due punti e 1/2 da tre punti.

### Italia
Nella stagione 2015-16 è ingaggiato dalla società milanese Olimpia Milano con cui vince Campionato e Coppa Italia.
Il 31 luglio 2017, Lafayette firma per la Virtus Bologna, dove giocherà assieme ad Alessandro Gentile, ex compagno di squadra ai tempi dell'Olimpia Milano.

## Statistiche

### College
| Anno      | Squadra         | PG | PT | MP   | TC%  | 3P%  | TL%  | RP  | AP  | PRP | SP  | PP   |
| --------- | --------------- | -- | -- | ---- | ---- | ---- | ---- | --- | --- | --- | --- | ---- |
| 2005-2006 | Houston Cougars | 31 | 30 | 32,9 | 36,4 | 31,9 | 68,5 | 4,1 | 1,8 | 3,4 | 0,1 | 15,7 |
| 2006-2007 | Houston Cougars | 33 | 33 | 35,8 | 35,4 | 32,6 | 75,8 | 5,9 | 3,1 | 2,4 | 0,2 | 14,3 |
| Carriera  | Carriera        | 64 | 63 | 34,4 | 35,9 | 32,2 | 72,5 | 5,1 | 2,5 | 2,9 | 0,2 | 15,0 |

### NBA

#### Regular season
| Anno      | Squadra        | PG | PT | MP   | TC%  | 3P%  | TL% | RP  | AP  | PRP | SP  | PP  |
| --------- | -------------- | -- | -- | ---- | ---- | ---- | --- | --- | --- | --- | --- | --- |
| 2009-2010 | Boston Celtics | 1  | 0  | 22,0 | 50,0 | 50,0 | -   | 4,0 | 2,0 | 0,0 | 0,0 | 7,0 |
| Carriera  | Carriera       | 1  | 0  | 22,0 | 50,0 | 50,0 | -   | 4,0 | 2,0 | 0,0 | 0,0 | 7,0 |

## Palmarès
- Campionato lituano: 1

Žalgiris Kaunas: 2012-13
- Campionato greco: 1

Olympiakos: 2014-15
- Campionato italiano: 1

Olimpia Milano: 2015-16
- Coppa Italia: 1

Olimpia Milano: 2016
- Eurocup: 2

Valencia: 2013-14
Malaga: 2016-17